# Episodi di Natsume's Book of Friends
Questa è la lista degli episodi dell'anime Natsume's Book of Friends, adattamento del manga Natsume degli spiriti di Yuki Midorikawa.
Un adattamento anime prodotto dallo studio Brain's Base (dalla prima alla quarta stagione) e Shuka (dalla quinta alla settima stagione) e diretto da Takahiro Omori (dalla prima alla quarta stagione) e Kotomi Deai (dalla quinta alla settima stagione) è stato trasmesso su TV Tokyo dal 7 luglio 2008 al 23 dicembre 2024.
Le prime tre stagioni sono state rese disponibili in Italia su Crunchyroll dal 18 settembre 2024, inizialmente senza sottotitoli italiani poi aggiunti successivamente, mentre le stagioni dalla quarta in poi sono state distribuite in simulcast lo stesso giorno della trasmissione giapponese, già sottotitolati.

## Lista episodi
| Stagione         | Episodi | Inizio         | Fine              | Distribuzione Italia |
| ---------------- | ------- | -------------- | ----------------- | -------------------- |
| Prima stagione   | 13      | 7 luglio 2008  | 29 settembre 2008 | 18 settembre 2024    |
| Seconda stagione | 13      | 5 gennaio 2009 | 30 marzo 2009     | 18 settembre 2024    |
| Terza stagione   | 13      | 4 luglio 2011  | 26 settembre 2011 | 18 settembre 2024    |
| Quarta stagione  | 13      | 2 gennaio 2012 | 26 marzo 2012     | Simulcast            |
| Quinta stagione  | 13      | 4 ottobre 2016 | 20 dicembre 2016  | Simulcast            |
| Sesta stagione   | 13      | 11 aprile 2017 | 20 giugno 2017    | Simulcast            |
| Settima stagione | 13      | 7 ottobre 2024 | 23 dicembre 2024  | Simulcast            |
| OAD e OAV        | 13      | 22 aprile 2009 | 23 aprile 2025    | Simulcast            |

### Prima stagione
| Nº serie | Nº | Titolo italiano Giapponese 「Kanji」 - Rōmaji                                                     | In onda           | In onda |
| Nº serie | Nº | Titolo italiano Giapponese 「Kanji」 - Rōmaji                                                     | Giapponese        |         |
| 1        | 1  | Il gatto e il taccuino degli amici 「猫と友人帳」 - Neko to Yūjin-Chō                             | 7 luglio 2008     |         |
| 2        | 2  | L'altarino di Tsuyukami 「露神の祠」 - Tsuyukami no hokora                                        | 14 luglio 2008    |         |
| 3        | 3  | Il misterioso uomo di Yastuhara 「八ツ原の怪人」 - Yatsuhara no kaijin                            | 21 luglio 2008    |         |
| 4        | 4  | Shigure e la ragazza 「時雨と少女」 - Shigure to shōjo                                            | 28 luglio 2008    |         |
| 5        | 5  | Un biglietto del colore del cuore 「心色(こころいろ)の切符」 - Kokoro shoku (kokoro iro) no kippu | 4 agosto 2008     |         |
| 6        | 6  | La rondine sul fondo del lago 「水底の燕」 - Suitei no tsubame                                    | 11 agosto 2008    |         |
| 7        | 7  | Il cappello della piccola volpe 「子狐のぼうし」 - Kokitsune no bōshi                             | 18 agosto 2008    |         |
| 8        | 8  | Luce effimera 「儚(はかな)い光」 - Hakana ikō                                                     | 25 agosto 2008    |         |
| 9        | 9  | L'esorcismo dello yokai 「あやかし祓(はら)い」 - Ayakashi harai                                   | 1º settembre 2008 |         |
| 10       | 10 | Il koto di Asagi 「アサギの琴」 - Asagi no koto                                                   | 8 settembre 2008  |         |
| 11       | 11 | Il taccuino della noia di Nyanko 「ニャンコ徒然帳」 - Nyanko tsuredure chō                        | 15 settembre 2008 |         |
| 12       | 12 | Il marchio dei cinque giorni 「五日印」 - Itsuka jirushi                                          | 22 settembre 2008 |         |
| 13       | 13 | Banchetto autunnale 「秋の夜宴」 - Aki no yoru utage                                              | 29 settembre 2008 |         |

### Seconda stagione
| Nº serie | Nº | Titolo italiano Giapponese 「Kanji」 - Rōmaji                                         | In onda          | In onda |
| Nº serie | Nº | Titolo italiano Giapponese 「Kanji」 - Rōmaji                                         | Giapponese       |         |
| 14       | 1  | Il taccuino degli amici rubato 「奪われた友人帳」 - Ubawa reta yūjin chō              | 5 gennaio 2009   |         |
| 15       | 2  | Sciogliersi in primavera 「春に溶ける」 - Haru ni toke ru                             | 12 gennaio 2009  |         |
| 16       | 3  | Esorcismo di uno yokai alle terme 「妖怪退治 湯けむり行」 - Yōkai taiji yu kemuri gyō | 19 gennaio 2009  |         |
| 17       | 4  | La schiusa del pulcino 「雛、孵る」 - Hina, fu ru                                     | 26 gennaio 2009  |         |
| 18       | 5  | L'albero della promessa 「約束の樹」 - Yakusoku no ki                                 | 2 febbraio 2009  |         |
| 19       | 6  | Il cerchio della fanciulla 「少女の陣」 - Shōjo no jin                                | 9 febbraio 2009  |         |
| 20       | 7  | Ciò che non si deve chiamare 「呼んではならぬ」 - Yon dehanaranu                      | 16 febbraio 2009 |         |
| 21       | 8  | Emozioni immortali 「不死の想い」 - Fushi no omoi                                     | 23 febbraio 2009 |         |
| 22       | 9  | L'uomo fra le file di ciliegi 「桜並木の彼」 - Sakura namiki no kare                  | 2 marzo 2009     |         |
| 23       | 10 | Casa in prestito 「仮家」 - Kari ie                                                   | 9 marzo 2009     |         |
| 24       | 11 | Il raduno degli stregoni 「呪術師の会」 - Jujutsu shi no kai                          | 16 marzo 2009    |         |
| 25       | 12 | Il bambino della casa deserta 「廃屋の少年」 - Haioku no shōnen                       | 23 marzo 2009    |         |
| 26       | 13 | Umani e yokai 「人と妖」 - Nin to yō                                                  | 30 marzo 2009    |         |

### Terza stagione
| Nº serie | Nº | Titolo italiano Giapponese 「Kanji」 - Rōmaji                              | In onda           | In onda |
| Nº serie | Nº | Titolo italiano Giapponese 「Kanji」 - Rōmaji                              | Giapponese        |         |
| 27       | 1  | Il nome di uno yokai 「妖しきものの名」 - Ayashiki mono no na              | 4 luglio 2011     |         |
| 28       | 2  | Il villaggio di Ukihara 「浮春の郷」 - Ukihara no sato                     | 11 luglio 2011    |         |
| 29       | 3  | Falso amico 「偽りの友人」 - Itsuwari no yūjin                             | 18 luglio 2011    |         |
| 30       | 4  | Giorni d'infanzia 「幼き日々に」 - Osanaki hibi ni                         | 25 luglio 2011    |         |
| 31       | 5  | Ciò che si nasconde nel magazzino 「蔵にひそむもの」 - Kura ni hisomu mono | 1º agosto 2011    |         |
| 32       | 6  | Ciò che non è umano 「人ならぬもの」 - Hito naranu mono                    | 8 agosto 2011     |         |
| 33       | 7  | Esorcista 「祓い屋」 - Haraiya                                             | 15 agosto 2011    |         |
| 34       | 8  | L'orologio della piccola volpe 「子狐のとけい」 - Kogitsune no tokei       | 22 agosto 2011    |         |
| 35       | 9  | Nel vento d'autunno 「秋風切って」 - Akikaze kitte                         | 29 agosto 2011    |         |
| 36       | 10 | Lo specchio rotto 「割れた鏡」 - Wareta kagami                             | 5 settembre 2011  |         |
| 37       | 11 | Ciò che mostra lo specchio 「映すもの」 - Utsusu mono                      | 12 settembre 2011 |         |
| 38       | 12 | Un luogo a cui fare ritorno 「帰る場所」 - Kaeru basho                     | 19 settembre 2011 |         |
| 39       | 13 | Il taccuino dei giochi di Natsume 「夏目遊戯帳」 - Natsume yūgi-chō        | 26 settembre 2011 |         |

### Quarta stagione
| Nº serie | Nº | Titolo italiano (traduzione letterale) Giapponese 「Kanji」 - Rōmaji             | In onda          | In onda |
| Nº serie | Nº | Titolo italiano (traduzione letterale) Giapponese 「Kanji」 - Rōmaji             | Giapponese       |         |
| 40       | 1  | Il rapimento di Natsume 「とらわれた夏目」 - Torawareta Natsume                  | 2 gennaio 2012   |         |
| 41       | 2  | La Foresta Orientale 「東方の森」 - Touhou no mori                               | 9 gennaio 2012   |         |
| 42       | 3  | I piccoli 「小さきもの」 - Chisaki mono                                          | 16 gennaio 2012  |         |
| 43       | 4  | Rimpiazzare 「代答」 - Daitou                                                    | 22 gennaio 2012  |         |
| 44       | 5  | A te che appartieni ai giorni passati 「過ぎし日の君に」 - Sugishi hi no kimi ni | 30 gennaio 2012  |         |
| 45       | 6  | Dall'altra parte del vetro 「硝子のむこう」 - Garasu no muko                     | 6 febbraio 2012  |         |
| 46       | 7  | La differenza fra umani e youkai 「人と妖の間で」 - Hito to no made              | 13 febbraio 2012 |         |
| 47       | 8  | Quando mi sentivo smarrita 「惑いし頃に」 - Madoi shi koro ni                    | 20 febbraio 2012 |         |
| 48       | 9  | Il Festival dello Spicchio di Luna 「月分祭」 - Tsukiwake matsuri                | 27 febbraio 2012 |         |
| 49       | 10 | La divinità venerata 「祀られた神様」 - Matsura re ta kamisama                   | 3 marzo 2012     |         |
| 50       | 11 | Una foto 「一枚の写真」 - Ichi mai no shashin                                    | 12 marzo 2012    |         |
| 51       | 12 | La porta dei ricordi 「記憶の扉」 - Kioku no tobira                              | 19 marzo 2012    |         |
| 52       | 13 | La lontana via verso casa 「遠き家路」 - Tooki ieji                              | 26 marzo 2012    |         |

### Quinta stagione
| Nº serie | Nº | Titolo italiano (traduzione letterale) Giapponese 「Kanji」 - Rōmaji     | In onda          | In onda |
| Nº serie | Nº | Titolo italiano (traduzione letterale) Giapponese 「Kanji」 - Rōmaji     | Giapponese       |         |
| 53       | 1  | Sagoma immutabile 「変わらぬ姿」 - Kawaranu sugata                       | 4 ottobre 2016   |         |
| 54       | 2  | Pioggia dispettosa 「悪戯な雨」 - Itazura na ame                         | 11 ottobre 2016  |         |
| 55       | 3  | Una lettera dall'esorcista 「祓い屋からの手紙」 - Haraiya kara no tegami | 18 ottobre 2016  |         |
| 56       | 4  | Ombre concatenate 「連鎖の陰」 - Rensa no kage                           | 25 ottobre 2016  |         |
| 57       | 5  | Non dev'essere vincolato 「結んではいけない」 - Musunde wa ikenai        | 1º novembre 2016 |         |
| 58       | 6  | La valle silenziosa 「音無しの谷」 - Oto nashi no tani                   | 8 novembre 2016  |         |
| 59       | 7  | Le luci del festival in lontananza 「遠い祭り火」 - Tōi matsuri hi       | 22 novembre 2016 |         |
| 60       | 8  | Un mondo senza distorsioni 「歪みなき世界」 - Yugami naki sekai          | 29 novembre 2016 |         |
| 61       | 9  | Seguendo un percorso impervio 「険しきをゆく」 - Kewashiki wo yuku       | 6 dicembre 2016  |         |
| 62       | 10 | Toko e Shigeru 「塔子と滋」 - Tōko to Shigeru                            | 13 dicembre 2016 |         |
| 63       | 11 | A coloro che sono di passaggio 「儚き者へ」 - Hakanaki mono e            | 20 dicembre 2016 |         |

### Sesta stagione
| Nº serie | Nº | Titolo italiano (traduzione letterale) Giapponese 「Kanji」 - Rōmaji | In onda        | In onda |
| Nº serie | Nº | Titolo italiano (traduzione letterale) Giapponese 「Kanji」 - Rōmaji | Giapponese     |         |
| 64       | 1  | Il mangiatempo 「つきひぐい」 - Tsukihigui                           | 11 aprile 2017 |         |
| 65       | 2  | Domani sboccerà 「明日咲く」 - Ashita saku                           | 18 aprile 2017 |         |
| 66       | 3  | Nitai-sama 「二体さま」 - Nitai-sama                                 | 25 aprile 2017 |         |
| 67       | 4  | Occhi diversi 「違える瞳」 - Chigaeru hitomi                         | 2 maggio 2017  |         |
| 68       | 5  | Vincolati 「縛られしもの」 - Shibarareshi mono                       | 9 maggio 2017  |         |
| 69       | 6  | Nishimura e Kitamoto 「西村と北本」 - Nishimura to Kitamoto          | 16 maggio 2017 |         |
| 70       | 7  | Il benefattore di Gomochi 「ゴモチの恩人」 - Gomochi no onjin        | 23 maggio 2017 |         |
| 71       | 8  | Un giorno che verrà prima o poi 「いつかくる日」 - Itsuka kuru hi    | 30 maggio 2017 |         |
| 72       | 9  | Quello che scorre 「ながれゆくは」 - Nagare yuku ha                  | 6 giugno 2017  |         |
| 73       | 10 | La stanza sigillata 「閉ざされた部屋」 - Tozasareta heya             | 13 giugno 2017 |         |
| 74       | 11 | Le cose importanti 「大切なモノ」 - Taisetsu na mono                 | 20 giugno 2017 |         |

### Settima stagione
| Nº serie | Nº | Titolo italiano Giapponese 「Kanji」 - Rōmaji                                   | In onda                      | In onda |
| Nº serie | Nº | Titolo italiano Giapponese 「Kanji」 - Rōmaji                                   | Giapponese                   |         |
| 75       | 1  | La tristezza del frammento 「破片は愁う」 - Hahen wa shūu                       | 7 ottobre 2024               |         |
| 76       | 2  | Il giardino di un tempo indefinito 「いつかの庭」 - Itsuka no niwa              | 14 ottobre 2024              |         |
| 77       | 3  | Tookan'ya 「とおかんや」 - Tookan'ya                                            | 21 ottobre 2024              |         |
| 78       | 4  | Nel profondo delle pagine 「頁の奥」 - Pēji no oku                              | 28 ottobre 2024              |         |
| 79       | 5  | I tesori di Baffetto 「ちょびの宝物」 - Chobi no takaramono                     | 4 novembre 2024              |         |
| 80       | 6  | La stazione abbandonata, due cerchi 「廃駅・ふたつの輪」 - Haieki futatsu no wa | 11 novembre 2024             |         |
| 81       | 7  | Un duo difficile 「苦手な二人」 - Nigatena futari                               | 18 novembre 2024             |         |
| 82       | 8  | Natsume nella notte di luna 「月夜の夏目」 - Tsukiyo no Natsume                 | 25 novembre 2024             |         |
| 83       | 9  | Colui che disturba il rituale 「儀式を阻む者」 - Gishiki wo habamu mono         | 2 dicembre 2024              |         |
| 84       | 10 | La villa dove resta una promessa 「約束の残る家」 - Yakusoku no nokoru ie       | 9 dicembre 2024              |         |
| 85       | 11 | Dimmi il tuo nome 「名前を教えて」 - Namae o oshiete                            | 16 dicembre 2024             |         |
| 86       | 12 | Dal mondo dei sogni 「夢路より」 - Yumeji yori                                  | 23 dicembre 2024             |         |
| 87       | 13 | TBA 「TBA」                                                                     | 23 aprile 2025 (Blu-ray/DVD) |         |

### OAD e OAV
| Nº  | Titolo italiano (traduzione letterale) Giapponese 「Kanji」 - Rōmaji                                                                                         | Prima edizione                                                             | Prima edizione |
| Nº  | Titolo italiano (traduzione letterale) Giapponese 「Kanji」 - Rōmaji                                                                                         | Giapponese                                                                 |                |
| 1-5 | Zoku Natsume Yuujinchou: 3D Nyanko-sensei Gekijou 「ニ続 夏目友人帳 3Ｄニャンコ先生劇場」 - Zoku Natsume Yuujinchou: 3D Nyanko-sensei Gekijou                | 22 aprile 2009 27 maggio 2009 24 giugno 2009 22 luglio 2009 26 agosto 2009 |                |
| 6   | Nyanko-sensei e la prima commissione 「ニャンコ先生とはじめてのおつかい」 - Nyanko-sensei to hajimete no otsukai                                             | 15 dicembre 2013                                                           |                |
| 7   | Certe volte in un giorno di neve 「いつかゆきのひに」 - Itsuka yuki no hi ni                                                                                 | 5 febbraio 2014                                                            |                |
| 8   | Le tazzine di una notte 「一夜盃」 - Hitoyosakazuki | 22 marzo 2017                                                              |                |
| 9   | Festa con gioco 「遊戯の宴」 - Yuugi no utage | 26 aprile 2017                                                             |                |
| 10  | Il ceppo dell'albero Suzunaru 「鈴鳴るの切り株」 - Suzunaru no kirikabu                                                                                      | 27 settembre 2017                                                          |                |
| 11  | Un frammento di sogno 「夢幻のかけら」 - Mugen no kakera | 25 ottobre 2017                                                            |                |
| 12  | A Day Out in Hitoyoshi Kuma 「夏目友人帳×熊本県「人吉・球磨での優しい時間」」 - Hitoyoshi Kuma de no Yasashii Jikan                                          | 21 aprile 2021                                                             |                |
| 13  | Natsume's Book of Friends Stagione 7 Episodio 13 「夏目友人帳 漆 第十三話(特別編)」 - Natsume's Book of Friends Urushi Season 7 Episode 13 (Special Edition) | 23 aprile 2025                                                             |                |

## Home video

### Giappone
Gli episodi della prima stagione sono stati pubblicati per il mercato home video nipponico in edizione DVD dal 22 ottobre 2008 al 25 febbraio 2009.
| N° | Data  | Episodi          | Fonte  |
| -- | ----- | ---------------- | ------ |
| 1  | 1–2   | 22 ottobre 2008  | [ 24 ] |
| 2  | 3–5   | 26 novembre 2008 | [ 26 ] |
| 3  | 6–8   | 17 dicembre 2008 | [ 27 ] |
| 4  | 9–11  | 28 gennaio 2009  | [ 28 ] |
| 5  | 12–13 | 25 febbraio 2009 | [ 25 ] |

Gli episodi della seconda stagione sono stati pubblicati per il mercato home video nipponico in edizione DVD dal 22 aprile al 26 agosto 2009.
| N° | Data  | Episodi        | Fonte  |
| -- | ----- | -------------- | ------ |
| 1  | 1–2   | 22 aprile 2009 | [ 9 ]  |
| 2  | 3–5   | 27 maggio 2009 | [ 10 ] |
| 3  | 6–8   | 24 giugno 2009 | [ 11 ] |
| 4  | 9–11  | 22 luglio 2009 | [ 12 ] |
| 5  | 12–13 | 26 agosto 2009 | [ 13 ] |

Gli episodi della terza stagione sono stati pubblicati per il mercato home video nipponico in edizione DVD dal 24 agosto al 21 dicembre 2011.
| N° | Data              | Episodi | Fonte  |
| -- | ----------------- | ------- | ------ |
| 1  | 24 agosto 2011    | 1–2     | [ 29 ] |
| 2  | 21 settembre 2011 | 3–5     | [ 30 ] |
| 3  | 26 ottobre 2011   | 6–8     | [ 31 ] |
| 4  | 23 novembre 2011  | 9–11    | [ 32 ] |
| 5  | 21 dicembre 2011  | 12–13   | [ 33 ] |

Gli episodi della quarta stagione sono stati pubblicati per il mercato home video nipponico in edizione DVD dal 22 febbraio al 27 giugno 2012.
| N° | Data             | Episodi | Fonte  |
| -- | ---------------- | ------- | ------ |
| 1  | 22 febbraio 2012 | 1–2     | [ 34 ] |
| 2  | 21 marzo 2012    | 3–5     | [ 36 ] |
| 3  | 25 aprile 2012   | 6–8     | [ 37 ] |
| 4  | 23 maggio 2012   | 9–11    | [ 38 ] |
| 5  | 27 giugno 2012   | 12–13   | [ 35 ] |

Gli episodi della quinta stagione sono stati pubblicati per il mercato home video nipponico in edizione DVD dal 21 dicembre 2016 al 26 aprile 2017.
| N° | Data             | Episodi  | Fonte  |
| -- | ---------------- | -------- | ------ |
| 1  | 21 dicembre 2016 | 1–2      | [ 39 ] |
| 2  | 25 gennaio 2017  | 3–4      | [ 40 ] |
| 3  | 22 febbraio 2017 | 4–6      | [ 41 ] |
| 4  | 22 marzo 2017    | 9–OAV 3  | [ 18 ] |
| 5  | 26 aprile 2017   | 10–OAV 4 | [ 19 ] |

Gli episodi della sesta stagione sono stati pubblicati per il mercato home video nipponico in edizione DVD dal 28 giugno al 25 ottobre 2017.
| N° | Data              | Episodi    | Fonte  |
| -- | ----------------- | ---------- | ------ |
| 1  | 28 giugno 2017    | 1–2        | [ 42 ] |
| 2  | 26 luglio 2017    | 3–5        | [ 43 ] |
| 3  | 23 agosto 2017    | 6–8        | [ 44 ] |
| 4  | 27 settembre 2017 | 9–10–OAV 5 | [ 20 ] |
| 5  | 25 ottobre 2017   | 11–OAV 6   | [ 21 ] |

Gli episodi della settima stagione sono stati pubblicati per il mercato home video nipponico in edizione DVD dal 25 dicembre 2024 al 23 aprile 2025.
| N° | Data             | Episodi | Fonte  |
| -- | ---------------- | ------- | ------ |
| 1  | 25 dicembre 2024 | 1–2     | [ 45 ] |
| 2  | 29 gennaio 2025  | 3–5     | [ 46 ] |
| 3  | 26 febbraio 2025 | 6–8     | [ 47 ] |
| 4  | 26 marzo 2025    | 9–10    | [ 48 ] |
| 5  | 23 aprile 2025   | 11–13   | [ 23 ] |